# 오후의 올가미
《오후의 올가미》(Meshes Of The Afternoon)는 1943년 미국에서 제작된 실험영화로, 마야 데렌과 알렉산더 해미드가 함께 감독하고 출연했다.

## 출연

### 주연
- 마야 데렌
- 알렉산더 해미드